# Ophiorrhiza brachycarpa
Ophiorrhiza brachycarpa är en måreväxtart som beskrevs av Karl Moritz Schumann. Ophiorrhiza brachycarpa ingår i släktet Ophiorrhiza och familjen måreväxter.
Artens utbredningsområde är Thailand. Inga underarter finns listade i Catalogue of Life.